# ショスタコーヴィチの証言
『ショスタコーヴィチの証言』（ショスタコーヴィチのしょうげん、露: Свидетельство, 英: Testimony ）は、1979年、ロシア人の音楽学者、ソロモン・ヴォルコフがソビエト連邦の代表的作曲家ドミートリイ・ショスタコーヴィチの「回想録」として発表した書籍。内容の真偽について議論を呼んだ。

## 概要
1979年10月、ヴォルコフが持ち込んだロシア語原稿をアントニーナ・W・ブイが英訳して出版された。日本語版（1980年、水野忠夫訳）、ドイツ語版（1979年、Heddy Pross-Weerth訳）などはそれぞれロシア語原稿から直接翻訳された。ヴォルコフは、ソ連国外での出版を条件にショスタコーヴィチ自身から出版許可を得たと主張しているが、同書のショスタコーヴィチ像や語録は、刊行当初より議論の的となってきた。『証言』に登場する「ショスタコーヴィチ」は同僚音楽家を辛辣に批評しており、反ソ連的な姿勢も露わにしている。また同書においてショスタコーヴィチ作品は、ソ連において公式に表明されていたものと異なる意味を持つとされている。
※以下において本書は『証言』と略記する。

## 主な内容
本書の冒頭に「これはわたし自身ではなく、他の人についての回想である」と書かれているように、多くの人物が登場する。特に師匠であったグラズノフ、時の権力者でたびたび用件を言いつけてきたというスターリン、友人ユーディナ、作曲家プロコフィエフについての記述のほか、ストラヴィンスキー、グリャスセール、ムラデリ、ハチャトリアン、ムソルグスキー、演出家メイエルホリド、映画監督エイゼンシュテイン、軍人トゥハチェフスキー、文学関係ではゾーシチェンコ、マヤコフスキー、エフトゥシェンコ、ソルジェニーツィン、チェーホフ、ドストエフスキー、シェイクスピアなどについても語られており、ソ連の風刺・ユーモア小説家 イリフ＝ペテロフ、風刺詩人チョールヌイを多く引用している。その反面、家族に関する記述は少なく、幼時の母や父親の信条などについて書かれているが、妻や息子に関しての記述は見られない。
自作については、交響曲第1番（1924年）、同第2番、オペラ『鼻』（1927年）、劇音楽『南京虫』（1929年）、オペラ『ムツェンスク郡のマクベス夫人』（1930年）、アニメーション映画『司祭とその下男バルドの物語』の音楽（1934年）、交響曲第4番、同第5番（1937年）、同6番（1939年）、オペラ『ボリス・ゴドゥノフ』のオーケストレーション（1940年）、交響曲第7番（1941年）、オペラ『賭博師』（1942年）、交響曲第8番（1943年）、同第9番（1945年）、歌曲集『ユダヤの民俗詩から』（1948年）、映画『忘れられない1919年』の音楽（1951年）、交響曲第10番（1953年）、交響曲第11番（1957年）、弦楽四重奏曲第7番、同第8番（1960年）、交響曲第12番（1961年）、同第13番（1962年）、『死の歌と踊り』オーケストレーション（1962年）、オペラ『カテリーナ・イズマイロワ』（1963年）、交響詩『ステパン・ラージンの処刑』（1964年）、交響曲第14番（1969年）、同第15番（1971年）について語られている。
中でも、交響曲第5番終楽章についての「あれは『ボリス・ゴドゥノフ』の場面と同様、強制された歓喜なのだ（水野訳）」という説明や、交響曲第7番終楽章を含めての「ユダヤの民族音楽…それは非常に多様性を帯びていて、一見陽気だが実際は悲劇的なものである。それは殆ど常に泣き笑いにほかならない。ユダヤの民族音楽のこの特性は、音楽がいかにあるべきかという私の観念に近い。音楽には常に2つの層がなければならない。（水野訳）」の記述は有名である。
また、比較的長く説明されている曲は、オペラ『鼻』『ムツェンスク郡のマクベス夫人』『カテリーナ・イズマイロワ』交響曲第7番から第9番、『ステパン・ラージンの処刑』、交響曲第13番・第14番などである。交響曲第7番については、この『証言』では「私はダビデの詩篇に深い感銘を受けてあの曲を書き始めた」、「神は血のために報復し、犠牲者の号泣を忘れない、など」とあり、…」「私の多くの交響曲は墓碑である」「（これは）第4番に始まり第7番第8番を含む私の全ての交響曲の主題であった…」と記されている点はかなり議論を呼んだ（いずれも水野訳）。交響曲第13番、『ステパン・ラージンの処刑』で使われたエフトシェンコの詩について「この詩（バービイ・ヤール）は私を震撼させたのだった」などと記述されている（いずれも水野訳）。
ヴォルコフが『証言』の序文において、本格的な取材をしたと説明する時期（1972年から1974年）に近い1971年に発表された交響曲第15番については、チェーホフの「黒衣の僧」に基づく未完のオペラの主題との関係が示唆されている。
ジダーノフ批判に触れて「私にはこの主題を描いた作品があり、全てはそこで語られている」という記述があり（水野訳）、1979年のHarper & Raw版には、「これは、ジダーノフ批判の時の、スターリンや取り巻きを茶化した声楽曲（世俗カンタータ）で、作品リストに記載されておらず、発表されたことも、公に演奏されたことのない曲である」ことが『証言』本文に注記され、初版の「概説」にもこの部分について触れた記述がある。『証言』の出版後10年たった1989年には、この曲は『反形式主義的ラヨーク』として初演された。

## 真贋論争
『証言』は出版当初から「偽書である」という主張がなされ、真贋についてはその後も議論が続いた。ただし、『証言』のロシア語原稿の各章にショスタコーヴィチの「読んだ ショスタコーヴィチ」という署名があることは争いがない。

### ヴォルコフの主張
1971年から1974年までの間に、ヴォルコフはショスタコーヴィチと面会を繰り返し、口述によってデータを託された。ヴォルコフは面会のつどメモを取り、データを編集し、次の面会にそなえてショスタコーヴィチに目を通してもらうことができるようにした。するとショスタコーヴィチは、各章の最初のページに承認のサインを記入した。
というのがヴォルコフの言い分である。

### 反証：データの使い回し
この書籍に対する最も強力な批判は、1980年にローレル・フェイによって提起された。フェイは、全8章のうち第1章を除く5章の書き出しの文面が（その後他の学者が2章について）、1932年から1974年にかけてショスタコーヴィチ自身のものとして公表された論文・エッセイの記事の使い回しであると主張した。
ヴォルコフ自身は個人的にこの批判に反応することはなかったものの、これに対する本書の支持者の反論として、「ショスタコーヴィチが署名したというページのすべてにおいて、既発表の論文・エッセイの使い回しがされていたわけではない、第1章の最初の部分は、何らのか既発表の論文・エッセイの使い回しではない」というものがあった。どのような引用があるのかについては、2004年に刊行されたMalcolm Hamrick Brown編集の"A Shostakovich Casebook" ISBN 978-0-253-34364-2 に所収されている論文に、フェイの分析したロシア語原稿の該当部分の英訳とソ連で発表されている論文エッセイなどの英訳を対比させたものがある。

### ショスタコーヴィチ夫人対ヴォルコフ
第2の反証は、ショスタコーヴィチの未亡人イリーナによって提起された。ヴォルコフはショスタコーヴィチに、ほんの数回会ったにすぎないというのである。当時ショスタコーヴィチは病中で、イリーナ夫人は夫に付きっきりの生活であり、夫に自分の知らない面会者がいたはずがないというのである。その後はヴォルコフが持ってきた書面にショスタコーヴィチがサインをしていたと語り、版権をきちんとすべきなどの意見を寄せている。また、ヴォルコフがショスタコーヴィチにサインしてもらったという写真についても署名などしたことは認めているが、『証言』に対しては批判的立場である (A Shostakovich Casebook)。
これに対し、ショスタコーヴィチの友人フローラ・リトヴィノヴァは、ショスタコーヴィチがレニングラードの名前の分からない音楽学者について、「頻繁に会って、自分の作品や自分自身について話している。彼はそれを書き留め、次に合った際に私はそれに目を通している」と語っていたと述べた。

### 友人たちの反応
支持派と不支持派の議論は、支持者と批判者の輪をいっそう拡げることとなった。1979年に、生前のショスタコーヴィチと親交のあった作曲家、ヴェニヤミン・バスネリ、カーラ・カラーエフ、ユーリ・レヴィチン、カレン・ハチャトゥリアン（アラム・ハチャトゥリアンの甥）、ボリス・ティーシチェンコ、モイセイ・ワインベルクの6人が、署名つきの非難声明を発した。指揮者で実子のマクシム・ショスタコーヴィチも当初は批判者に加わった。イリーナ未亡人は、本書は受け入れられないと言い続けた。
支持派は、当時ソ連に在住であったこれらの人物の発言は強制かでっち上げであって、信用に値しないとした。この本に書かれていることは、当のマクシム・ショスタコーヴィチ夫妻のほか、ムスティスラフ・ロストロポーヴィチとガリーナ・ヴィシネフスカヤ、ウラディーミル・アシュケナージらの亡命や、ソビエト連邦の崩壊を見ればわかるではないかというのである。
『証言』を支持した旧ソ連の著名な音楽家には、ゲンナジー・ロジェストヴェンスキーのほか、ムスティスラフ・ロストロポーヴィチ（1979年には『証言』は本物だとみなしていた）、ルドルフ・バルシャイ、キリル・コンドラシン、アレクセイ・リュビモフ、ギドン・クレーメル、エミール・ギレリス、そして スヴャトスラフ・リヒテルが挙げられる。マクシム・ショスタコーヴィチは、西側へ亡命した後に受けたインタヴューにおいては「あれは父の本ではない」「父の書いた本というより、父について書かれた本です。」と語っていたが、その後は「ソ連の政治状況については真の姿を伝え、父の政治的見解を正しく表している」と語っている。

### 『証言』の再検討
論争の火つけ役となったフェイは、2000年に刊行された「ショスタコーヴィチ ある生涯」(Shostakovich A Life) の中で「この『証言』が本物であるか適切な検討が行われていない」「『証言』の真偽に全く疑問がないとしても…貧弱な資料でしかないといえよう」と述べた。そして、「モスクワの "Shostakovich Family Archive" に最近もたらされたロシア語原稿のフォトコピー」を初めて分析し、2002年に『ヴォルコフ『証言』の再検討』(Volkov's Testimony Reconsidered) を発表、「このフォトコピーは、英語版と内容が一致するので、オリジナル原稿のフォトコピーである。」「このロシア語原稿コピーのショスタコーヴィチのサインのあるのは第1章では冒頭ではなく3ページ目であり、その下のテキストは、彼の生前の論文から引用されたものである」「これでショスタコーヴィチの署名のあるページの下のテキストは、すべて彼の生前の論文から引用されたものである」と主張している。
これについて、『ショスタコーヴィチ』（音楽之友社）の著者である千葉潤は、「以前の主張をさらに確実に裏付ける証拠を提示し」「ショスタコーヴィチが署名した部分は、すべて、1975年にショスタコーヴィチが亡くなる以前に、旧ソ連で出版されていた論文からの、文字通りの（文章の構成や句読法を含めた）引用であることが証明された。」とし、「事実上、『証言』の真贋論争にとどめを刺した」と記している。なお千葉は「フェイの論文に掲載された『証言』のタイプ原稿のフォト・コピーには、どうやらショスタコーヴィチの署名が入った別の原稿を『証言』の原稿に切り貼りした跡すらほの見えている」と述べている。

## 日本における受容
日本ではロシア文学者水野忠夫によって翻訳され、1980年に中央公論社より出版された（のち中公文庫でも改訂再刊された）。その反響は大きく、ロシアやソ連の音楽を愛好する人たち以外にも歓迎され、高橋悠治が自著の中で水野の誤訳をあげつらうといった点を除けば、柴田南雄のような前衛的な作曲家からも支持された。訳者の水野にも「時代を投影したショスタコーヴィチ」がある（著書『ロシア文化ノート』に収録、南雲堂フェニックス、2001年）。
当時、本書はショスタコーヴィチの解説としても盛んに引用された。例えば出谷啓はベルナルト・ハイティンク指揮『交響曲第5番』（ポリドール、1983年）レコードの解説で「真実と受け取るか否かは、読者それぞれの自由な判断に任せられねばならないが」としながらも、『証言』に書かれた内容を比較的長く引用している。
国際的な論争と並行して、フェイの論文を引用しながら『証言』真贋論に加わったのは音楽学者一柳富美子で、その概要は『ショスタコーヴィチ大研究』（春秋社、1994年）にまとめられている。一柳は、「全八章中七章もの第一ページがこの盗用された文章（フェイの指摘した引用）である」「各章の第一ページにはショスタコーヴィッチの署名がしてあり、この署名が『証言』の信頼性を保証する武器だっただけに、細工が暴露されて反論すらできないヴォルコフは、俄然、不利に立たされた。」と主張した。さらに「だがそれにしても、本文そのものは極めて興味深い。ここに至って、西側での『証言』の扱は大きく三つに分かれていった。一つは、『証言』が偽書と決まったのなら完全に無視し、ショスタコーヴィチは従来言われていた通り、やはり忠実な共産党員であるという考え方。第二は、『証言』は百パーセント真実であり、全てショスタコーヴィチ自身が語ったと信じる全面肯定。そして第三は、『証言』は全てが彼によって語られたものではなく、虚実が入り混じっているのだろうという、肯定も否定もしない立場である。」と述べていた。
スティーヴ・コリッソン監修『西洋音楽史大図鑑』の日本語版（藤村奈緒美訳、ヤマハミュージックエンタテインメントホールディングス、2021年）279ページには、『証言』そのもののショスタコーヴィチ解釈が載せられているが、この解釈についての真贋には触れていない。

## 関連資料
- ローレル・E・ファーイ『ショスタコーヴィチ ある生涯』（2005年（改訂新版））アルファベータ。ISBN 978-4-87198-534-5。
- Fay, Laurel; Shostakovich versus Volkov: Whose Testimony?; The Russian Review, vol. 39 no. 4 October 1980 p. 484.
- Ho, Alland and Feofanov, Dmitry; Shostakovich Reconsidered; Toccata Press 1998. ISBN 0-907689-56-6 .
- Litvinova, Flora; Remembering Shostakovich in Znamya (The Banner), December 1996.
- Volkov, Solomon; Shostakovich and Stalin: The Extraordinary Relationship Between the Great Composer and the Brutal Dictator; Knopf 2004. ISBN 0-375-41082-1